# 11-й егерский полк
11-й егерский полк

## Формирование полка
14 января 1785 г. из частей разных мушкетёрских и гарнизонных батальонов был образован Белорусский егерский корпус, а 29 ноября 1796 г. из 2-го и 3-го батальонов его сформирован 12-й егерский батальон, 17 мая 1797 г. наименованный полком. 31 октября 1798 г. полк наименован егерским полковника Баллы, 8 мая 1799 г. — егерским генерал-майора Стоянова, 2 мая 1800 г. — снова егерским полковника Баллы и 31 марта 1801 г. — 11-м егерским полком. В 1802 г. полк переформирован в трёхбатальонный состав.
По упразднении егерских полков 28 января 1833 г. все три батальона были присоединены к Низовскому пехотному полку. В 1863 г. три батальона Низовского полка пошли на формирование Донского пехотного полка, в котором были сохранены старшинство и знаки отличия 11-го егерского полка.

## Кампании полка
Первое боевое крещение 11-й егерский полк получил в русско-турецкую войну 1806—1811 гг., когда особенно отличился при штурме Базарджика и в бою при Батине, 26 августа 1810 г.
В Отечественной войне полк принимал участие в составе 7-й пехотной дивизии 6-го корпуса 1-й Западной армии, оборонявшей 5 августа 1812 г. Смоленск. В Бородинском бою полк занимал позицию между деревнями Семёновской и Утицей. В кампаниях 1813 и 1814 гг. 11-й егерский полк принимал участие в составе Силезской армии Блюхера и особенно отличился в боях у Дармштадта, Бриенн-ле-Шато и селении Ла-Ротьер. В первом бою, 18 декабря 1813 г., переправившись под выстрелами через Рейн, полк лихо атаковал сильный редут и, сломив отчаянное сопротивление неприятеля, взял его, обратив защитников в бегство. 17 января 1814 г. полк участвовал в рукопашном бою при взятии селения Бриенн-ле-Шато приступом. 20 января 1814 г., при селении Ла-Ротьер он с песнями атаковал центр позиции, чем и содействовал разгрому неприятеля.
В мае 1828 г. полк выступил в составе дивизии для усиления войск, действовавших против турок, и в августе прибыл к Силистрии. На зиму блокада этой крепости была снята и возобновлена весной 1829 г. 11-й егерский полк, в составе левой колонны, прибыл 5 мая под крепость, во главе колонны с песнями подошёл к передовым редутам и без выстрела, под сильным огнём с крепких верков, занял их после рукопашного боя.
24 мая полк был назначен в состав отряда, двинутого на помощь генералу Роту. Совершив скрытый четырёхдневный переход, отряд подошёл к с. Мадре. В ходе начавшегося сражения при Кулевче утром 30 мая главнокомандующий граф Дибич приказал авангарду, в состав которого входил и 11-й егерский полк, атаковать неприятеля, занявшего высоты перед Черковнею. Неприятельская батарея наносила сильный урон, и её было приказано сбить. По крутизне местоположения и превосходству сил неприятеля, авангарду пришлось пустить в обход батарею. Как только отряд очутился на одной с нею высоте, авангардные орудия снялись с передков и обдали турок картечью; турки бросились в лес, но в эту минуту из оврага показалась масса турецкой пехоты, обрушившейся на немногочисленный отряд русских, который был вынужден отступить, и полк, преследуемый наседавшим противником, отступил в порядке, поражая нападавших то штыками, то ружейным огнём. Особую храбрость выказал при этом командир 1-го батальона, капитан Звегинцев, успешно отражавший атаки турок; лишь благодаря его хладнокровию, батальон и знамя были спасены. Подоспевшие главные силы опрокинули турок, которые бросились по Кулевчинской теснине. Вся артиллерия, весь лагерь, обоз и более 2000 пленных попали в руки русских войск. За это дело капитан Звегинцев был произведён в майоры и награждён орденом св. Георгия 4-й степени, полку же было пожаловано Георгиевское знамя.
В 1831 г. полк принял участие в усмирении польского восстания, разбил толпы мятежников при селениях Руме и Барбаришках и 25 и 26 августа участвовал в штурме Варшавы.

## Знаки отличия полка
11-й егерский полк имел следующие знаки отличия: полковое Георгиевское знамя с надписью «За отличие при Кулевче 30 мая 1829 г.», пожалованное за Турецкую кампанию 1828—1829 гг.; две серебряные Георгиевские трубы с надписью «За сражение под Городечной, в Силезии, при Бриен-Ле-Шато и сел. Ла-Ротиер», пожалованные 25 апреля 1815 г.; знаки отличия на головные уборы для нижних чинов с надписью «За Варшаву 25 и 26 августа 1831 г.», пожалованные 6 декабря 1831 г.

## Места дислокации
1820- г. Мышкин. Прибудет 16 августа.  Второй батальон на поселении в Новгородской губернии.

## Шефыполка
- 17.01.1799 — 08.05.1799 — полковник Балла, Адам Иванович
- 08.05.1799 — 02.03.1800 — генерал-майор (с 25.06.1799 генерал-лейтенант) Стоянов, Иван Михайлович
- 02.03.1800 — 05.08.1812 — генерал-майор Балла, Адам Иванович
- 02.04.1813 — 22.06.1815 — полковник Дидрих, Андрей Богданович

## Командиры полка
- 22.05.1797 — 21.10.1797 — подполковник (с 23.09.1797 полковник) Тоузаков
- 21.10.1797 — 17.01.1799 — подполковник (с 30.10.1798 полковник) Балла, Адам Иванович
- 27.04.1799 — 08.05.1799 — подполковник (с 07.05.1799 полковник) Корницкий, Александр Степанович
- 08.05.1799 — 02.03.1800 — полковник Балла, Адам Иванович
- 07.05.1800 — 30.05.1800 — полковник Корницкий, Александр Степанович
- 13.07.1800 — 27.07.1800 — полковник князь Вяземский, Василий Васильевич
- 10.09.1800 — 27.03.1803 — подполковник Вуич, Николай Васильевич
- 27.03.1803 — 07.05.1803 — полковник Книпер, Павел Карлович
- 28.08.1803 — 23.06.1806 — подполковник (с 18.09.1803 полковник) Вуич, Николай Васильевич
- 31.06.1807 — 16.02.1810 — подполковник (с 31.07.1807 полковник) Сандерс, Фёдорович Иванович
- 27.03.1810 — 30.05.1811 — полковник Сазонов, Фёдор Васильевич
- 30.09.1811 — 22.06.1815 — майор (с 31.10.1812 подполковник) Штемпель, Андрей Христофорович
- 22.06.1815 — 22.02.1816[3] — полковник Дидрих, Андрей Богданович
- 25.02.1816 — 18.09.1822 — полковник Сабо, Иван Петрович
- 18.09.1822 — 10.02.1829 — подполковник (с 12.12.1824 полковник) Романов, Иван Ефимович
- 10.02.1829 — 26.08.1831[4] — подполковник (с 06.12.1829 полковник) Савостьянов, Платон Иванович
- 21.09.1831 — 27.04.1832[5] — командующий подполковник Гутгарт
- 19.05.1832 — 02.04.1833 — полковник Падейский, Семён Фёдорович

## Известные люди, служившие в полку
- Квицинский, Онуфрий Александрович — генерал-лейтенант, участник Севастопольской обороны в Крымскую войну.